# Hanns-Peter Boehm
Hanns-Peter Boehm (Parigi, 9 gennaio 1928 – 10 maggio 2022) è stato un chimico tedesco.
Boehm è considerato un pioniere nella ricerca del grafene.

## Biografia
Hanns-Peter Boehm studiò chimica a Ratisbona dal 1947 al 1951. Conseguì il dottorato nel 1953 presso la Darmstadt University of Technology, dove ha anche ricevuto l'abilitazione nel 1959 con il trattato Oberflächenchemie und Adsorption an Kohlenstoff und SiO2 (Chimica superficiale e assorbimento di carbonio e SiO2). Nel 1970 Boehm divenne professore e direttore dell'Istituto per la Chimica inorganica della Ludwig-Maximilians-Universität di Monaco di Baviera; nel 1994 si ritirò dall'insegnamento.